# Jestřabí v Krkonoších
Jestřabí v Krkonoších là một làng thuộc huyện Semily, vùng Liberecký, Cộng hòa Séc.